# Canton de Belvès
Le canton de Belvès est une ancienne division administrative française située dans le département de la Dordogne, en région Aquitaine.

## Historique

### Période 1790-1801
Le canton de Belvés, puis canton de Belvès, est l'un des cantons de la Dordogne créés en 1790, en même temps que les autres cantons français. Il dépend du district de Belvès. En 1800, les arrondissements sont créés en remplacement des districts supprimés en 1795, et le canton de Belvès est rattaché à l'arrondissement de Sarlat.
Sur cette période, il est composé de douze communes, puis onze après la fusion de deux d'entre elles :
- Belvès[1] ;
- Carves[2] ;
- Cladech[3] ;
- Grives[4] ;
- Larzac[5] ;
- Monplaisant[6] ;
- Sagelat[7] ;
- Saint Amant[8] ;
- Saint Germain[9] ;
- Saint Pardoux (qui prend le nom de Saint Pardoux et Vielvic, après sa fusion avec Vielvic en 1793)[10],[11] ;
- Siorac[12] ;
- Vielvic jusqu'à sa fusion avec Saint Pardoux en 1793[10],[13].

### Période 1801-2015
En 1801, le canton d'Orliac est supprimé. Quatre de ses communes sont alors rattachées au canton de Belvès :
- Doissat[14] ;
- Fongalop[15] ;
- Sainte-Foy-de-Belvès[16] ;
- Salles-de-Belvès[17].

De 1833 à 1848, les cantons de Belvès et de Villefranche-de-Belvès (Villefranche-du-Périgord) avaient le même conseiller général. Le nombre de conseillers généraux était limité à 30 par département.
En 1965 l'arrondissement de Sarlat est renommé en arrondissement de Sarlat-la-Canéda. 
Le 1er janvier 1973, Fongalop fusionne avec Belvès avec laquelle elle reste associée.

### Composition de 1973 à 2015
Depuis la fusion au 1er janvier 1973 de la commune de Fongalop avec celle de Belvès, et jusqu'en 2015, le  canton de Belvès regroupait quatorze communes et comptait 4 329 habitants au 1er janvier 2012.
| Nom                      | Code Insee | Intercommunalité                          | Population (dernière pop. légale) |
| ------------------------ | ---------- | ----------------------------------------- | --------------------------------- |
| Belvès (chef-lieu)       | 24035      | CC Vallée de la Dordogne et Forêt Bessède | 1 339 (2015)                      |
| Carves                   | 24084      | CC Vallée de la Dordogne et Forêt Bessède | 106 (2014)                        |
| Cladech                  | 24122      | CC Vallée de la Dordogne et Forêt Bessède | 96 (2014)                         |
| Doissat                  | 24151      | CC Vallée de la Dordogne et Forêt Bessède | 114 (2014)                        |
| Grives                   | 24206      | CC Vallée de la Dordogne et Forêt Bessède | 137 (2014)                        |
| Larzac                   | 24230      | CC Vallée de la Dordogne et Forêt Bessède | 135 (2014)                        |
| Monplaisant              | 24293      | CC Vallée de la Dordogne et Forêt Bessède | 280 (2014)                        |
| Sagelat                  | 24360      | CC Vallée de la Dordogne et Forêt Bessède | 310 (2014)                        |
| Saint-Amand-de-Belvès    | 24363      | CC Vallée de la Dordogne et Forêt Bessède | 115 (2015)                        |
| Saint-Germain-de-Belvès  | 24416      | CC Vallée de la Dordogne et Forêt Bessède | 179 (2014)                        |
| Saint-Pardoux-et-Vielvic | 24478      | CC Vallée de la Dordogne et Forêt Bessède | 209 (2014)                        |
| Sainte-Foy-de-Belvès     | 24406      | CC Vallée de la Dordogne et Forêt Bessède | 135 (2014)                        |
| Salles-de-Belvès         | 24517      | CC Vallée de la Dordogne et Forêt Bessède | 74 (2014)                         |
| Siorac-en-Périgord       | 24538      | CC Vallée de la Dordogne et Forêt Bessède | 1 023 (2014)                      |

### Redécoupage cantonal de 2014-2015
Par décret du 21 février 2014, le nombre de cantons du département est divisé par deux, avec mise en application aux élections départementales de mars 2015. Le canton de Belvès est supprimé à cette occasion. Ses quatorze communes sont alors rattachées au canton de la Vallée Dordogne (bureau centralisateur : Saint-Cyprien).

## Géographie
Ce canton était organisé autour de Belvès dans l'arrondissement de Sarlat-la-Canéda. Son altitude variait de 46 m (Siorac-en-Périgord) à 323 m (Doissat) pour une altitude moyenne de 190 m.

## Représentation

### Conseillers généraux de 1833 à 2015
Avant 1833, les conseillers généraux étaient désignés, et ne représentaient pas un canton déterminé.
| Période      | Période          | Identité                          | Étiquette                                                                  | Qualité |
| ------------ | ---------------- | --------------------------------- | -------------------------------------------------------------------------- | --- |
| 1833         | 1839 (décès)     | Joseph de Commarque               |                                                                            | Propriétaire à Daglan                                                                                             |
| 1840         | 1848             | François Delcer de Puymège        |                                                                            | Percepteur des contributions directes Juge de paix du canton de Villefranche-de-Belvès                            |
| 1848         | 1852             | Isaac Amédée de Boysson           | Légitimiste                                                                | Propriétaire à Siorac Maire de Doyssac                                                                            |
| 1852         | 1867             | Charles-Eugène Gibiat             |                                                                            | Messagiste, directeur du Constitutionnel                                                                          |
| 1867         | 1871             | Isaac Amédée de Boysson           | Légitimiste                                                                | Maire de Doyssac                                                                                                  |
| 1871         | 1877             | Jean-Baptiste Lafon de Fongaufier | Républicain                                                                | Lieutenant de vaisseau en retraite Député du Sénégal (1871-1876)                                                  |
| 1877         | 1884             | Jean-Élie Gontier-Dusoulas        | Républicain                                                                | Notaire, suppléant du juge de paix - Maire de Sivrac-de-Belvès                                                    |
| 1884         | 1895             | Alphonse Boucherie                | Républicain                                                                | Maire de Belvès, conseiller d'arrondissement                                                                      |
| 1895         | 1902 (démission) | Raymond Gendre                    | Rad.                                                                       | Avocat et viticulteur Maire de Saint-Germain-de-Belvès Député (1893-1898)                                         |
| 1902         | 1915 (décès)     | Alphonse Capette-Laplène          | Rad.                                                                       | Médecin - Maire de Siorac-de-Belvès Mort pour la France                                                           |
| 1915         | 1919             | siège vacant                      |                                                                            | |
| 1919         | 1931             | Jean-Numa Lavelle                 | Rad.                                                                       | Médecin Maire de Siorac-en-Périgord, conseiller d'arrondissement                                                  |
| 1931         | 1940             | Maurice Biraben                   | Rad.                                                                       | Agent d'assurances à Belvès Nommé membre de la Commission administrative départementale en 1941                   |
|              |                  |                                   |                                                                            | |
| 1945         | 1969 (décès)     | Maurice Biraben                   | Rad.                                                                       | Maire de Belvès (1947-1969)                                                                                       |
| juillet 1969 | 1976             | Pierre Janot                      | UDR                                                                        | Chef de cabinet du ministre de l'Agriculture et de l'Équipement Conseiller municipal de Sarlat Député (1968-1973) |
| 1976         | 1988             | Jean-Roger Loubière               | MRG                                                                        | Agent d'assurances Maire de Belvès (1969-1989)                                                                    |
| 1988         | 1994             | René Barde                        | UDF                                                                        | Agent d'assurances Maire de Belvès (1989-1993)                                                                    |
| 1994         | 2015             | Claudine Le Barbier               | Union des démocrates de la Dordogne (UDD) (UDF puis UMP puis non inscrite) | Enseignante Conseillère régionale Maire de Belvès (1996-2004)                                                     |

### Conseillers d'arrondissement (de 1833 à 1940)
| Période                                  | Période | Identité                      | Étiquette         | Qualité |
| ---------------------------------------- | ------- | ----------------------------- | ----------------- | --- |
| Les données manquantes sont à compléter. |         |                               |                   | |
| 1833                                     | 1867    | Jacques Antoine Fabien-Dejean |                   | Notaire à Belvès                                                                                            |
| 1867                                     | 1870    | M. Barteil                    |                   | |
| 1870                                     | 1874    | M. de Savy                    |                   | |
| 1874                                     | 1880    | Jean Bonfils-Lascaminade      | Républicain       | Avocat puis notaire à Belvès                                                                                |
| 1880                                     | 1884    | Alphonse Boucherie            | Républicain       | Maire de Belvès                                                                                             |
|                                          |         |                               |                   | |
| 1886                                     | 1898    | Guillaume Fourtaux            | Républicain       | Adjoint au maire de Belvès, suppléant du juge de paix                                                       |
| 1898                                     | 1904    | Jean Bonis                    | Républicain       | Propriétaire, maire de Sainte-Sabine                                                                        |
| 1904                                     | 1910    | Pierre Durand                 | Radical           | Huissier à Belvès                                                                                           |
| 1910                                     | 1919    | Jean-Numa Lavelle             | SFIO              | Médecin, maire de Siorac-en-Périgord                                                                        |
| 1919                                     | 1922    | Pierre Henri Gamot            |                   | Professeur de l'école primaire supérieure de Belvès, propriétaire à Sarlat                                  |
| 1922                                     | 1928    | Jean Boussat                  | Candidat agricole | Maire de Saint-Germain-de-Belvès                                                                            |
| 1928                                     | 1934    | Henri Pradié                  | Radical           | Maire de Larzac                                                                                             |
| 1934                                     | 1940    | Paul Loubière                 | Rad.ind.          | Maire de Belvès de 1942 à 1944                                                                              |
| 1940                                     |         |                               |                   | Les conseils d'arrondissement ont été suspendus par la loi du 12 octobre 1940 et n'ont jamais été réactivés |

Sources : "Annuaires et calendriers 1789-1842 " sur le site des archives départementales de la Dordogne. https://archives.dordogne.fr/r/72/fonds-imprimes/annuaires-et-calendriers?arko_default_6076b1c79b335--ficheFocus=

## Démographie
| 1962  | 1968  | 1975  | 1982  | 1990  | 1999  | 2006  | 2011  | 2012  |
| ----- | ----- | ----- | ----- | ----- | ----- | ----- | ----- | ----- |
| 4 524 | 4 364 | 4 096 | 4 155 | 4 126 | 4 032 | 4 278 | 4 365 | 4 329 |